# Wißmannsdorf
Wißmannsdorf är en kommun och ort i Eifelkreis Bitburg-Prüm i förbundslandet Rheinland-Pfalz i Tyskland. Kommunen bildades den 10 juni 1979 genom en sammanslagning av kommunerna Wissmannsdorf och Hermesdorf.
Kommunen ingår i kommunalförbundet Verbandsgemeinde Bitburger Land tillsammans med ytterligare 70 kommuner.